# JA広島病院前駅
JA広島病院前駅（じぇいえーひろしまびょういんまええき）は、広島県廿日市市地御前一丁目にある広島電鉄宮島線の駅である。駅番号はM34。
駅名の通り、JA広島総合病院（広島県厚生農業協同組合連合会廣島総合病院）の最寄り駅である。JA（農業協同組合）関連の施設は全国各地に様々なものが存在しているが、JAの名を冠した駅名は全国でも当駅のみである。

## 歴史
当駅は1998年（平成10年）9月、宮島線の宮内駅 - 地御前駅間に新規開業した。広島県厚生農業協同組合連合会（JA広島厚生連）の要請を受けて開設された請願駅で、約1億2千万円の建設費はJA広島厚生連が負担した。JA広島厚生連は病院利用者の便を理由に開業の13年前から広島電鉄に駅設置を陳情しており、広島総合病院に新病棟が完成する11月を前に駅が開設された。

### 年表
- 1998年（平成10年）
  - 3月31日：広島電鉄が新駅の設置を発表[7]。
  - 9月1日：開業[3]。
- 1999年（平成11年）8月17日：朝ラッシュ時に当駅折り返し電車を設定[8]。

## 駅構造

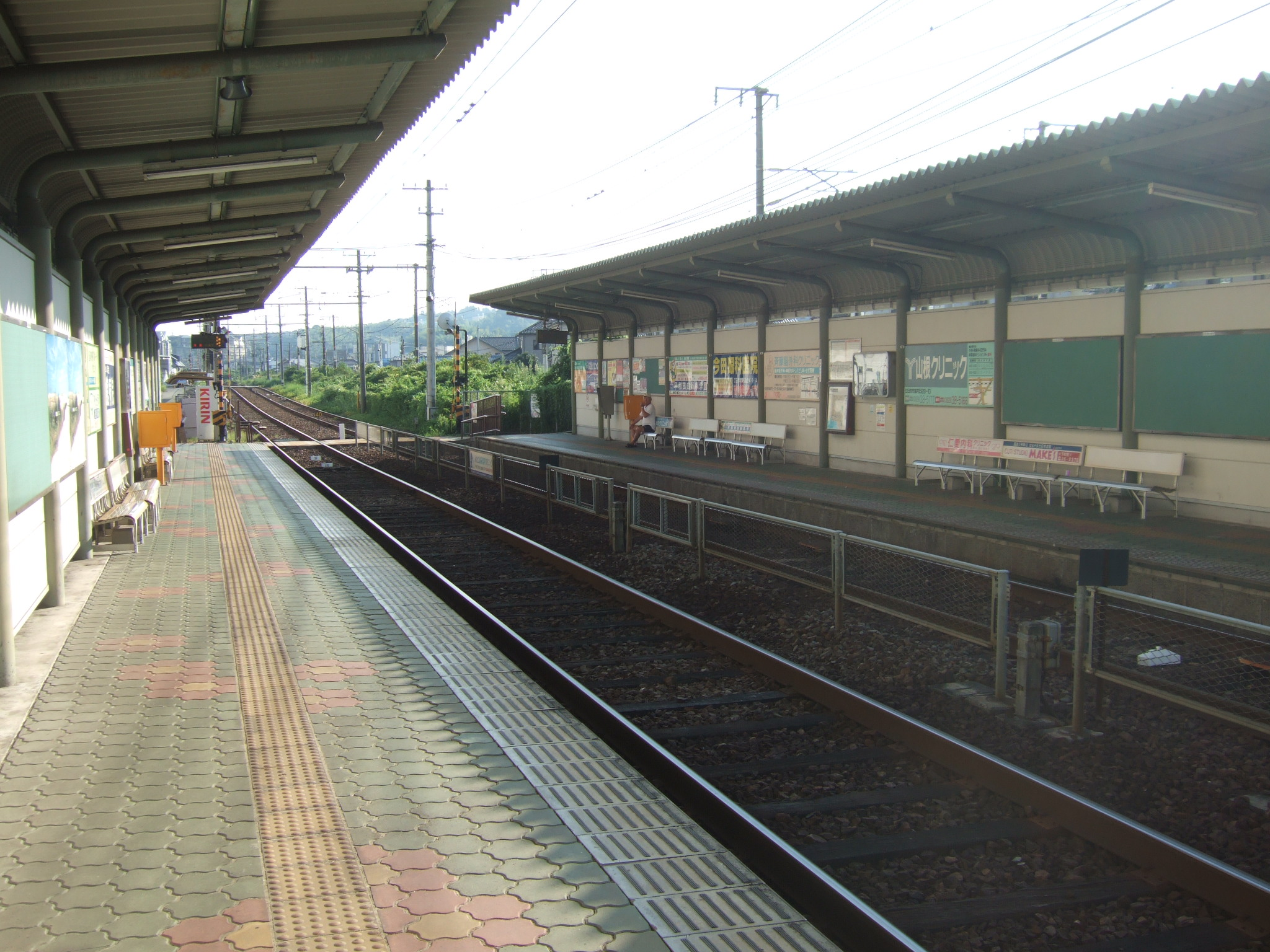
ホーム（2009年8月）

相対式ホーム2面2線の地上駅。路線の起点から見て左手にあるのが広電宮島口駅方面へ向かう下りホーム、右手にあるのが広電西広島（己斐）駅方面へ向かう上りホームで、互いのホームは踏切で結ばれる。宮島線の駅には、かつて線内で運行されていた鉄道車両用に使われた高床ホームが残る駅が存在するが、当駅はその鉄道車両が全廃された後に開業した駅であるため、もとから高床ホームは設けられていない。
病院の最寄り駅であることから車椅子での利用を想定し、駅と病院の入口との間は段差をなくした屋根付きの通路で接続されている。このようなバリアフリーに配慮した当駅の設備は、その後の広島電鉄による駅整備において模範とされた。
宮内駅側の線路には上下渡り線のポイントがあり、朝のラッシュ時には当駅で広電西広島方面へ折り返す列車も運行される。折り返し列車は下りホームから発着する。
| 乗り場 | 路線   | 方向 | 行先                     |
| ------ | ------ | ---- | ------------------------ |
| 西側   | 宮島線 | 上り | 五日市・西広島・広島方面 |
| 東側   | 宮島線 | 下り | 宮島口方面               |

## 利用状況
「廿日市市統計書」または「移動等円滑化取組報告書（鉄道駅）」によると、1日平均乗降人員は以下の通りである。
| 年度                | 1日平均 乗降人員 |
| ------------------- | ---------------- |
| 1998年（平成10年）  | 2,552            |
| 1999年（平成11年）  | 2,699            |
| 2000年（平成12年）  | 3,403            |
| 2001年（平成13年）  | 2,300            |
| 2002年（平成14年）  | 2,301            |
| 2003年（平成15年）  | 2,316            |
| 2004年（平成16年）  | 2,198            |
| 2005年（平成17年）  | 2,211            |
| 2006年（平成18年）  | 2,269            |
| 2007年（平成19年）  | 2,300            |
| 2008年（平成20年）  | 2,279            |
| 2009年（平成21年）  | 2,007            |
| 2010年（平成22年）  | 1,879            |
| 2011年（平成23年）  | 1,946            |
| 2012年（平成24年）  | 1,992            |
| 2013年（平成25年）  | 1,985            |
| 2014年（平成26年）  | 1,815            |
| 2015年（平成27年）  | 1,742            |
| 2016年（平成28年）  | 1,711            |
| 2017年（平成29年）  | 1,674            |
| 2018年（平成30年）  | 1,549            |
| 2019年（令和 元年） | 1,474            |
| 2020年（令和02年）  | 1,153            |
| 2021年（令和03年）  | 1,085            |
| 2022年（令和04年）  | 1,178            |

## 駅周辺

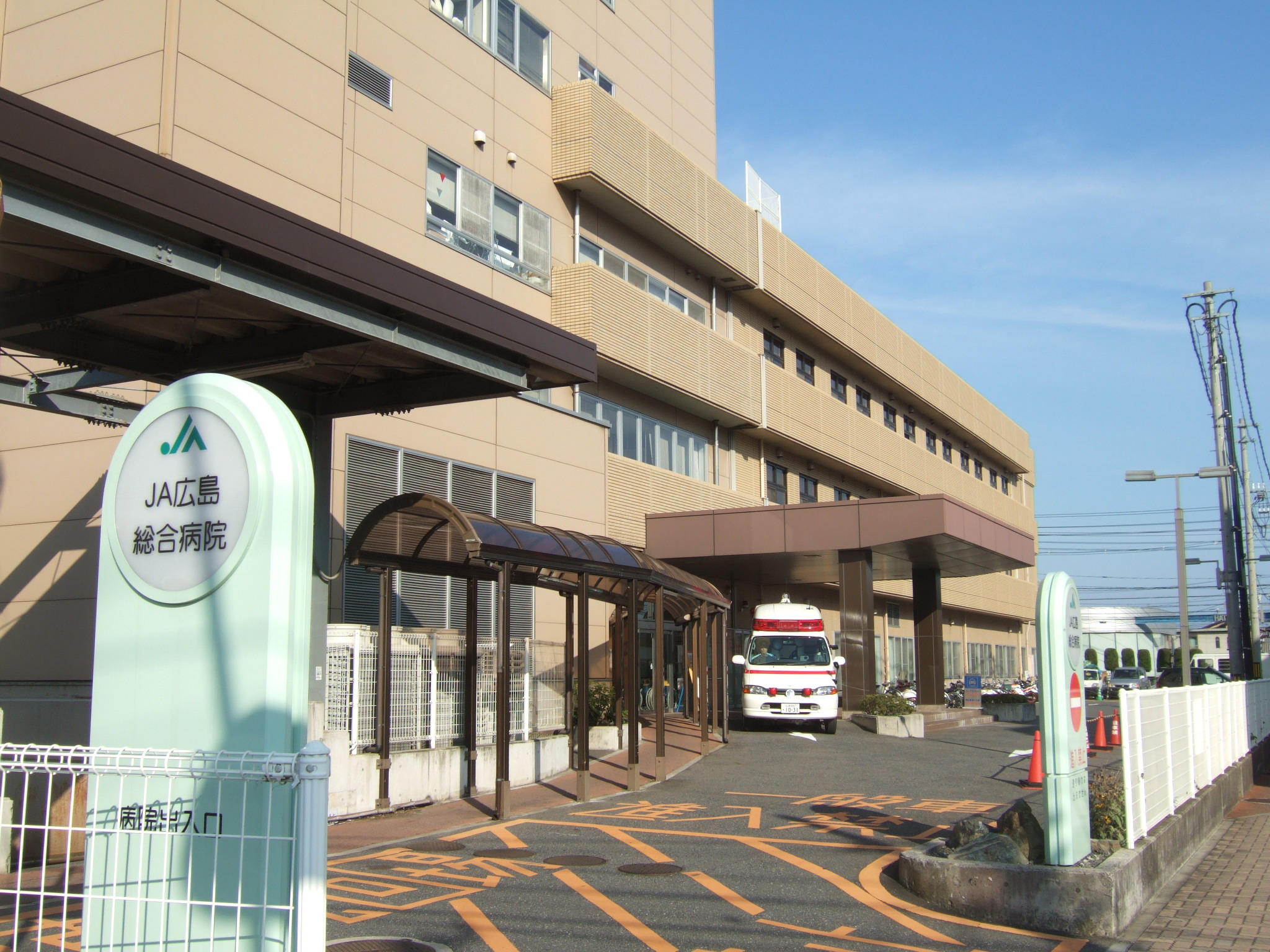
JA広島総合病院

駅東側は、国道2号沿いに店舗が立ち並ぶ。駅西側は住宅街である。
廣島総合病院（通称・JA広島総合病院）の最寄り駅であるほか、南へ歩いてすぐの距離にはイオン廿日市店があった。
- 広島銀行廿日市支店地御前出張所
- 洋服の青山 廿日市地御前店
- 紳士服はるやま 廿日市店
- ジョイフル 廿日市店
- まいどおおきに食堂 廿日市食堂
- 快活CLUB 廿日市店
- 廿日市市立金剛寺小学校
- 廿日市さくらバス（廿日市市循環バス）JA広島病院前バス停 - 阿品台ルート・宮内ルートが停車[10]

## 隣の駅
広島電鉄
■宮島線
宮内駅 (M33) - JA広島病院前駅 (M34) - 地御前駅 (M35)